# Didasys
Didasys é um gênero de traça pertencente à família Arctiidae.